# Мария Илиева (художник)
Вижте пояснителната страница за други личности с името Мария.
Вижте пояснителната страница за други личности с името Мария Илиева.
Мария Илиева е българска художничка, работещ в жанровете фреска, портретна живопис, натюрморт и илюстрация. От 1997 г. е член на Съюза на българските художници. Омъжена. Нейни творби са притежание на частни колекции в Германия, Великобритания, Франция, Япония, Русия и САЩ.

## Биография
Мария Илиева е родена през 1973 г. в град София. Дъщеря е на професор Илия Илиев и Йорданка Илиева. През 1991 г. завършва Националното училище за изящни изкуства „Илия Петров“, а през 1997 г. – живопис, специалност „Стенопис“ в Националната художествена академия в София.

## Творчество
Творчеството ѝ е решено в два стила – романтичен реализъм и хиперреализъм. Мария работи в жанровете стенопис, портретна живопис, натюрморт и илюстрация.

### Работа като илюстратор
- 1992 – 1993, Издателство „Лакрима“;
- 1995, Издателска къща „Снежана Иванова“;
- 2000 – 2005, Издателска къща „Пан“[6];
- 2015, Учебно помагало за втора подготвителна група на издателство „Архимед & Диоген“.

### Работа по стенописи
- 1994, църквата „Света Неделя“, Батак;
- 1996, криптата на Руската църква, София;
- 2000 – 2005, частни домове в София и Велико Търново;
- 2008, частен хотел в Пампорово.

### Изложби
- 1995, Национална изложба на графиката „Малък формат“, София;
- 2001, Международна изложба „Природа акварел“, Рим, Италия;
- 2004 – 2006, Изложба „100 процента монументалност“ в Националната художествена галерия, София[7];
- 2006 – 2012, Всички изложби на Фондация „Стамен Григоров“, София;
- 2012, Самостоятелна изложба в Дома на енергетика[8]
- 2012, Семейна изложба в галерия „Феникс“, Белград, Сърбия[9];
- 2013, Галерия „Нест“, Женева, Швейцария[10][11];
- 2014, Галерия „Art'monie“, Женева, Швейцария[12];
- 2015, Галерия „Art'monie“, Женева, Швейцария[13].

### Основни теми в творчеството
- Портрети (особено на българката в народни носии, като олицетворение на невинност, чистота, любов и красота);
- Натюрморти.